# 大韓帝國駐美國公使館
大韓帝國駐美國公使館（：／ Ju Mi Daehan Jeguk Gongsagwan）是美国华盛顿哥伦比亚特区西北區洛根圓環15號（西北區第13街1500號）的故居博物館。館舍建於1877年，時為軍官及政治人物塞思·萊迪亞德·費爾普斯的住所，1889年起用作朝鲜王朝及大韓帝國公使馆，直至1905年韓國政府受大日本帝国控制喪失外交主權，1910年以10美元賣給美國人，後用作非洲裔美國人的娛樂中心、工会大廳及私人住所。
對許多韓國人來說，館舍是日本強占韓國與韓國喪失主權的象徵。經數十年努力，館舍2012年由其長期所有者售予大韩民国政府文化財廳與文化遺產國民信託。經多年耗資數百萬美元的翻修後，2018年作為博物館開放。館舍為維多利亞式建築，設有圖書館、宴會廳與小花園，是洛根圓環歷史區與大第十四街歷史區的貢獻性資產，2024年入列國家史蹟名錄與哥倫比亞特區歷史遺蹟名錄。

## 歷史

### 最初所有者
1877年12月16日，塞思·萊迪亞德·費爾普斯獲准在愛荷華圓環15號建造七居室住所，屋舍在現华盛顿哥伦比亚特区洛根圓環附近的一個公園與交通圈。這座6,300平方英尺（590平方）的磚砌住所由湯瑪斯·M·普洛曼（Thomas M. Plowman）設計，約瑟夫·威廉斯（Joseph Williams）建造，耗資5,500美元。住所飾有鐵皮屋頂、裝飾欄杆、鑄造金屬門廊與俄亥俄砂岩，並有地下室與突出空間。費爾普斯為軍官，曾於美墨戰爭與南北战争期間在海軍服役，晚年擔任當地委員會主席與駐秘魯公使。 
費爾普斯亦為房地產開發商，其在愛荷華圓環15號的住所屬該社區最早建造的幾棟大型住所。他還委託附近的建築物建造，包括Q街1202號、佛蒙特大道1500—1504號、第13街1502號屋舍。1885年費爾普斯去世後，其妻莉齊（Lizzie）在接下來幾年繼續居住。她與女兒薩莉（Sally）保留佛蒙特大道1504號所有權直至1919年。

### 公使館
1888年朴定陽與格罗弗·克利夫兰總統外交接觸後成為首位朝鮮王朝駐美國公使。朝鮮首個公使馆同年於西北區O街1513號開館。當時大清直接影響朝鮮政府，嚴格限制朝鮮外交，不許朝鮮在西方世界設立外交使團，以確保朝鮮在其勢力範圍。美國強烈反對此種做法，於是允許公使館開館，這也是朝鮮唯一在西方設立的公使館。大清持續干涉公使館事務，一度要求朝鮮外交官不得會見其他外交官及從事外交事務，但被無視。次年2月，朝鮮政府將公使館遷至愛荷華圓環15號。館舍1891年由朝鮮政府以2.5萬美元從費爾普斯女婿塞維隆·A·布朗（Sevellon A. Brown）買下，高宗花費大量資金以與美國建立進一步外交關係。1898年4月1日，由於烟道故障，公使館3層失火，家具與書籍遭燒燬，牆壁與木製品受損。注意到火災的鄰居協助將文件轉至安全處。1層的李範晉公使及其家屬沒有受傷。
1905年《乙巳條約》後，大韓帝國成為大日本帝国的保护国，受日本控制，喪失外交主權。金潤晶公使所在的愛荷華圓環館舍不再作為公使館使用。1906年1月，金向美國國務院職員正式告別。羅脫國務卿開始經由日本公使館處理韓國事務，韓國的館產與記錄被轉交給日本。1910年《日韩合并条约》後，日本吞併韓國，日本政府正式買下館舍。房產合同寫有：「日本公使館向韓國皇帝支付5美元，韓國皇帝無條件交出房產所有權。」不久後館舍僅以10美元轉賣給美國人，被韓國人視為尷尬與侮辱。

### 中間所有者
接下來數十年，館舍用作私人住所、1940年代的非洲裔美國人娛樂中心，以及卡車司機工會大廳。第二次世界大战後朝鮮脫離日本統治，在美國的韓國人與大韓民國政府想要買回館舍。蒂莫西（Timothy）與勞蕾塔·詹金斯（Lauretta Jenkins）夫婦1977年買下館舍作為住所，當時周邊地區以性工作者與毒販的避風港為人所知。隔壁屋舍為第13街1502號，1976年關閉前一直為妓院。
詹金斯夫婦表示常有想買下館舍的韓國人來訪：「我們在這所房子住了近35年，幾乎一開始就有韓國人上門，問我們有沒有興趣賣掉它。不用說，我們沒有興趣。」夫婦知道館舍歷史，但直到1980年代一天注意到一個男人站在家門外，才完全理解其對韓國人的意義。此人為韓國前陸軍將領及第一部長的孫子，蒂莫西走出家門，與之交談。夫婦帶他參觀館舍，勞雷塔說：「他如此虔誠地四處走動，讓我們印象深刻。」
夫婦持續收到韓國人的報價，但不願出售，擔心館舍不會存留：「誰知道他們會怎麼做？賣給別人，分成公寓——我們不希望這樣。」2000年代中期，一群韓裔美國人發起館舍購買運動，但只籌得8萬美元。2008年，韓國大使館官員開始與夫婦就館舍購買談判。韓國大使館官員表示，夫婦最初要價600萬美元。次年韓國政府撥款30億韓圓（260萬美元）以購買館舍。2012年韓國政府文化財廳開始館舍購買活動，夫婦受邀與韓國大使共同進餐。餐後不久，文化財廳聘請的房地產中介公司與夫婦就購買價格達成共識。當時館舍價值165萬美元，最終售價350萬美元。
對很多韓國人來說，館舍回歸象徵國家勝利。購買完成後，文化遺產國民信託理事長金宗圭表示：「這不僅是一棟建築，更是我們被日本奪去民族尊嚴的恢復。」文化財廳官員金讚表示：「我們無法取回被日帝奪去的所有歷史，但這座大韓帝國公使館館舍奇蹟般倖免於難。對我們來說，這是極具意義及歷史性的日子。」購買發生在韓日關係因獨島（竹島）主權爭議而冷淡以及韓國對日本二戰慰安妇賠償與道歉持續憤怒之際。日本大使館官員未就舊公使館購買之事置評。韓國媒體報導此次購買「象徵性糾正長期存在的錯誤」。參與館舍購買運動的高宗後人埃米·李（Amy Lee）表示：「我很高興我們已足夠強大，並有足夠財力將其買下。」

## 博物館
買下館舍後韓國政府官員宣布將其用作文化中心。文化財廳官員表示：「這座建築將用作讓美國公眾瞭解我們文化遺產，並為韓國人上歷史課的橋頭堡。」韓國政府2013年開始調查新中心館產及設計。同年，館舍成為洛根圓環遺產路徑一部，建築前立有介紹公使館歷史的標誌。安豪榮大使等韓國官員出席路徑的揭幕儀式。
2015至2018年，館舍經大規模改造恢復至19世紀晚期外觀。外觀採用原始維多利亞式建築細節，內部則將這些細節與韓國式裝飾物融為一體。每個房間都以1889至1905年名稱命名。館方購置古董家具，並選用反映該時期的牆紙與地毯。館舍旁邊的小停車場變為庭園，內有花牆與花崗岩製的不老門複製品。館舍新布局包括書齋、展示室、公使寢室、執務室、食堂等。
2018年5月22日，韓國國旗升上屋頂，博物館開館。正式開幕儀式數日後舉行，適逢文在寅總統訪問哥倫比亞特區。博物館週二至週日10:00至17:00開放，免費入場。為紀念美軍參與朝鲜战争70週年，博物館外與大使館館領事處及文化中心外懸掛橫幅。除和平、團結與紀念文字外，橫幅還有兩國國旗的圖案與「感謝美國！」（Thanks to the U.S.A.!）的文字。韓國第一夫人金建希在國事訪問哥倫比亞特區期間參與了博物館活動，同奥托·瓦姆比尔的母親及脫北者约瑟夫·金相見。
館舍於2024年7月25日入列哥倫比亞特區歷史遺蹟名錄，2024年9月9日入列國家史蹟名錄。館舍亦為洛根圓環歷史區與大第十四街歷史區的貢獻性資產。

## 建築
館舍有地上3層及1個地下室，佔地面積381.10平方公尺，建築面積152.43平方公尺，總面積584.54平方公尺。復原後1層與2層相對不變以反映原貌，3層改建為展示室，館外增設有約961平方英尺（89.3平方）的小型韓國庭園。1層為公使館最公共空間，有待客的客堂與聚會的食堂，以及供奉高宗御真與行望闕禮的正堂等，客堂、食堂、中央大廳依1893年芝加哥哥伦布纪念博览会相片復原。2層為公使館私人空間，有公使寢室、公使辦公室（執務室）、公使館員事務空間、書齋等，依公使館「駐美來去案」文件復原。3層據推測當時供使館官員住宿，現為展示室，分4部分，以各種展品介紹韓美關係史、公使館建設時期及意義、使館官員日常生活、高宗自主外交活動、大韓帝國近代化與發展等內容。韓國庭園改建自館舍與相鄰屋舍間的停車場，週圍仿照景福宮慈慶殿建有花牆，以紅磚砌成，上鋪瓦片，牆面刻有梅、蘭、竹、菊紋樣；地面鋪有不規則形狀的石板，與牆壁形成美學平衡；中央有昌德宮後苑不老門複製品，以切割成「ㄈ」形的花崗岩建成，象徵健康與長壽。

## 延伸閱讀
- Lee, Yur-Bok. . Illinois Papers in Asian Studies III. University of Illinois. 1983  [2022-11-17]. （原始内容存档于2022-11-17）.

## 外部連結
- 官方网站